# St. Hedwig (Rauschwalde)

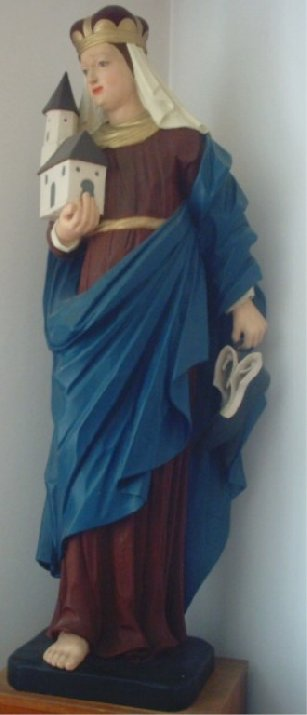
Statue aus der Görlitzer St.-Hedwigs-Kirche

Die Hedwigskirche in Rauschwalde ist Filialkirche der Pfarrgemeinde Hl. Wenzel in Görlitz.

## Patronin
Die Patronin der Kirche ist die Hl. Hedwig von Schlesien.

## Kirchgebäude

### Altbau
Nach langen Bemühungen und unter schwersten Bedingungen wurde dieses Kirchengebäude – fast ausschließlich in Eigenleistung der Gemeindemitglieder – von Herbst 1966 bis Oktober 1968 errichtet. Auf Grund der damaligen politischen Lage durften weder staatliche Bauleistungen noch Baumaterialien aus dem „Bevölkerungskontingent“ in Anspruch genommen werden. Weiterhin gab es eine Reihe staatlicher Auflagen, unter anderem, dass kein sichtbares Kreuz auf dem Dach angebracht und dass kein Turm neben der Kirche errichtet werden durfte. Ebenso wurde kein massives Gebäude bewilligt, sondern lediglich ein Barackenbau. Nach der politischen Wende in Deutschland wurde vor der Kirche ein Holzkreuz errichtet.
Die Kirche wurde von Bischof Gerhard Schaffran geweiht.

### Neubau
1997 wurde der alte Barackenbau abgerissen und auf den Fundamenten der alten Kirche eine neue modernere Kirche errichtet. Der damalige Pfarrer der Gemeinde Clemens Paul legte großen Wert darauf, dass alles, was erhalten werden konnte, erhalten blieb, so z. B. der Altar, der Ambo, die zwei großen Altarfenster uvm. Diese Kirche soll ein Zelt für das Volk Gottes darstellen, in dem Gottesdienst gefeiert wird.
Sie wurde 1997 von Bischof Rudolf Müller geweiht.

## Gemeinde
Die Katholiken in Rauschwalde wurden bis 1918 vom benachbarten Jauernicker Pfarrer betreut, seit Ende 1918 durch die Görlitzer Pfarrei St. Jakobus. Gottesdienste fanden monatlich im Gasthaus „Deutsches Haus“ oder im evangelischen Gemeindesaal statt. 1927 entstand das Krankenhaus St. Carolus. Dort durften die Rauschwalder Katholiken fortan in der Kapelle der Schwestern des heiligen Karl Borromäus Gottesdienst feiern. Dort gingen am Weißen Sonntag 1939 erstmals sechs Jungen und vier Mädchen zur Heiligen Kommunion.
Seit 1914 bestand St. Hedwig als selbstständige Kuratie. Pfarrer Alfred Göbel baute ab 1944 erste Gemeindekreise auf. 1950 entstand zunächst eine Baracke für Kindergarten und Gemeindesaal. Erst 1967 wurde durch Bischof Gerhard Schaffran der Grundstein für die erste Barackenkirche der Gemeinde gelegt. Durch die strengen Auflagen des sozialistischen Staates DDR durfte keine staatliche Baufirma mit dem Bau beauftragt werden. Diese Unterdrückung schweißte die Gemeinde zusammen. Die eigene „Barackkirche“ wurde überwiegend in Eigenleistung errichtet. Es gab unzählige Einsätze nach Feierabend und an den Wochenenden.
Auf Grund der drastisch zurückgehenden Einwohnerzahlen in Görlitz wurde die Hedwigsgemeinde mit Wirkung vom 31. Dezember 2009 durch den damaligen Görlitzer Bischof Konrad Zdarsa aufgelöst. Zusammen mit den Gemeinden St. Wenzeslaus (Jauernick) und St. Anna (Reichenbach) entstand die neue Gemeinde St. Hedwig und St. Wenzeslaus Görlitz-Jauernick. Die St.-Hedwigs-Kirche wurde wegen ihrer Größe zur Pfarrkirche der neuen Gemeinde ernannt. St. Wenzeslaus wurde zur Stiftskirche erhoben.
Am 1. September 2012 wurde die Pfarrgemeinde St. Hedwig und St. Wenzeslaus Görlitz und Jauernick und die Gemeinden St. Jakobus Görlitz und Hl. Kreuz Görlitz aufgelöst und es entstand die neue Stadtpfarrei Hl. Wenzel. Ab diesem Zeitpunkt ist die Hedwigskirche eine Filialkirche der Gemeinde.

## Ausstattung
Im Innenraum wurde beim Umbau der gesamte Altarraum mit Altar, Ambo und dem Sockel für den Tabernakel stehen gelassen, sodass dieser aus dem alten Kirchbau übernommen wurde. Genauso wurden auch die Fenster im Altarraum sowie die Seitenfenster der alten Kirche in das neue Gotteshaus eingebaut.
Ein Altarfenster zeigt das Leben der hl. Hedwig. Das zweite Fenster zeigt Bilder von Jesus Christus.

## Kreuz
Das Kreuz im Innenraum besteht aus Metall, das mit einem Lack so gestrichen wurde, als wäre es verrostet. Der Korpus ist aus grünem Glas gefertigt, sodass das Licht, das durch das große hintere Fenster hineinstrahlt, gebrochen wird.
Das Kreuz im Außenbereich wurde schräg aufgestellt und zeigt auf die Kirche. Da das Kreuz im Kreuzweg auf nur zwei Stationen senkrecht steht und auf den anderen Stationen schräg abgebildet ist, wurde auch das Kreuz vor der Kirche in dieser Position aufgestellt.

## Priester in der Gemeinde
- Pfr. Alfred Göbel (1944–1971)
- Pfr. Rudolf Bernhard (1971–1972)
- Pfr. Franz Georg Friemel (1972–1975)
- Kaplan Matthias Kühn
- Pfr. Günter Gottwald (1975–1989)
- Pfr. Peckholdt (1989–1990)
- Pfr. Klemens Paul (1991–2009)
- Pfr. Rudolf Croner (OFM) (2010–2012)
- Kaplan Silvester Ostfeld (OFM) (2010–2011)
- Kaplan Aleksander Pilat (OFM) (2011–2012)

ab September 2012 werden die Gläubigen von Priestern der Stadtgemeinde Hl. Wenzel betreut.

### Weitere Seelsorger
- Magdalena Golombowski (1965–1980)
- Gemeindereferentin Adelheid Kieschnick
- Sr. Aloisia (SMCB)
- Diakon Herbert Röhr (1977–2004)
- Diakon Bernd Schmuck (2011–2012)